# Тимсах
30°34′40″ пн. ш. 32°17′20″ сх. д. / 30.577777777778° пн. ш. 32.288888888889° сх. д.
Озеро Тимсах, або Озеро Крокодилів — озеро в Єгипті в дельті Нілу. Розташовано вздовж лінії розлому, що прямує від Середземного моря до Суецької затоки через Велике Гірке озеро. У 1800 повінь заповнила Ваді Тумілат, в результаті чого озеро Тимсах переповнилось і берег просунувся на 9 миль на південь в бік Великого Гіркого озера. У 1862 озеро було заповнено водою з Червоного моря. Площа поверхні озера Тимсах охоплює 14 квадратних миль. Більша частина озера заболочена і глибини рідко сягають 1 м.

## Канали
Озеро Тимсах було у складі каналу, побудованого приблизно 4000 років тому під час Середнього царства Єгипту, і було розширене близько 600 р. до н. е. під час правління Нехо II.
Будівництво Суецького каналу розпочалось в безпосередній близькості від озера Тимсах в 1861, на ділянці на північ від озера. Початкова підготовка включала будівництво навісів для розміщення 10 000 працівників, парові тартаки, імпорт великої кількості тачок і дерев'яних дощок. 3000 робочих вирили канал від Нілу до озера Тимсах в 1861–1862, який надав прісну воду цьому району. Крім того, було запропоновано побудувати на півдорозі каналу порт.
Ісмаїлія — ділянка Суецького каналу, яка пов'язує озера Манзала й Тимсах, була завершена в листопаді 1862. Будівництво ділянки було завершено з застосуванням примусової робочої сили, яка розширила кількість робочих до 18 000 осіб. Канал мав 15 м завширшки і 1,2–1,8 м завглибшки і пов'язав Тимсах й Середземне море. Робота почалася на південь від озера Тимсах у 1862–1863, а також розширення і поглиблення на північній ділянці. Роботи на північній ділянці тривали до 1867, і на південній ділянці до 1876.

## Ресурси Інтернету
- Encyclopedia Britannica Online [Архівовано 27 травня 2009 у Wayback Machine.]